# Seznam hradišť v Praze
Seznam hradišť v Praze obsahuje pravěká a raně středověká hradiště na území Prahy.
| Název          | Obrázek | Kategorie Commons                                            | Lokalita  | Doba osídlení lokality / poznámka                                                  | Souřadnice                      |
| -------------- | ------- | ------------------------------------------------------------ | --------- | ---------------------------------------------------------------------------------- | ------------------------------- |
| Baba           |         | Kategorie „Baba (Dejvice) “ na Wikimedia Commons             | Dejvice   | eneolit                                                                            | 50°7′9″ s. š., 14°23′25″ v. d.  |
| Butovice       |         | Kategorie „Hradiště Butovice“ na Wikimedia Commons           | Jinonice  | eneolit                                                                            | 50°2′24″ s. š., 14°21′22″ v. d. |
| Farka          |         | Kategorie „Hradiště Na Farkách“ na Wikimedia Commons         | Troja     | eneolit                                                                            | 50°7′45″ s. š., 14°24′20″ v. d. |
| Hostivař       |         | Kategorie „Hradiště Hostivař“ na Wikimedia Commons           | Hostivař  | doba železná                                                                       | 50°2′42″ s. š., 14°32′1″ v. d.  |
| Královice      |         | Kategorie „Šance (Královice)“ na Wikimedia Commons           | Královice | doba hradištní                                                                     | 50°2′38″ s. š., 14°37′52″ v. d. |
| Obůrky         |         | Kategorie „Hradiště V obůrkách (Vinoř)“ na Wikimedia Commons | Vinoř     | neolit                                                                             | 50°8′37″ s. š., 14°35′2″ v. d.  |
| Pražský hrad   |         | Kategorie „Prague Castle“ na Wikimedia Commons               | Hradčany  | neolit                                                                             | 50°5′28″ s. š., 14°24′6″ v. d.  |
| Šárka          |         | Kategorie „Hradiště Šárka“ na Wikimedia Commons              | Liboc     | doba hradištní                                                                     | 50°5′46″ s. š., 14°19′18″ v. d. |
| Vinoř          |         | Kategorie „Hradiště Vinoř“ na Wikimedia Commons              | Vinoř     | doba hradištní                                                                     | 50°8′5″ s. š., 14°35′9″ v. d.   |
| Vyšehrad       |         | Kategorie „Vyšehrad“ na Wikimedia Commons                    | Vyšehrad  | eneolit, doba bronzová a hradištní                                                 | 50°3′51″ s. š., 14°25′5″ v. d.  |
| Zámka          |         | Kategorie „Hradiště Zámka (Bohnice)“ na Wikimedia Commons    | Bohnice   | eneolit                                                                            | 50°8′44″ s. š., 14°24′9″ v. d.  |
| Oppidum Závist |         | Kategorie „Oppidum Závist“ na Wikimedia Commons              | Točná     | doba bronzová, severní část oppida na Závisti leží v katastru obce Točná v Praze 4 | 49°58′17″ s. š., 14°25′3″ v. d. |